# Полосня
Полосня — река в Тульской и Московской областях России, правый приток Осетра.
Протекает по территории Венёвского района и городского округа Серебряные Пруды. Её длина от соединения двух основных истоков между деревней Бельцы Тульской области и селом Подхожим Московской области составляет около 22 км, но вместе с этими истоками — около 30 км, площадь водосборного бассейна — 280 км².
В дальнейшем река относительно прямо течёт на север. Такое слабо развитое меандрирование тоже характерно для рек, прорезающих известняки, так как нет оползней, поставляющих в пойму свой материал, перегораживающих реку и заставляющих её петлять по долине.
В среднем течении Полосня принимает два значительных притока: правый — реку Свинку и два безымянных: левый и правый, впадающих ниже по течению у деревни Лишняги. Другие притоки Полосни являются балками, и вода в них появляется только в период снеготаяния. Отмечено летнее пересыхание в верховьях на протяжении 5—6 км.
По данным Государственного водного реестра России, относится к Окскому бассейновому округу. Речной бассейн — Ока, речной подбассейн — бассейны притоков Оки до впадения Мокши, водохозяйственный участок — Ока от города Каширы до города Коломны, без реки Москвы.